# Hal Sparks

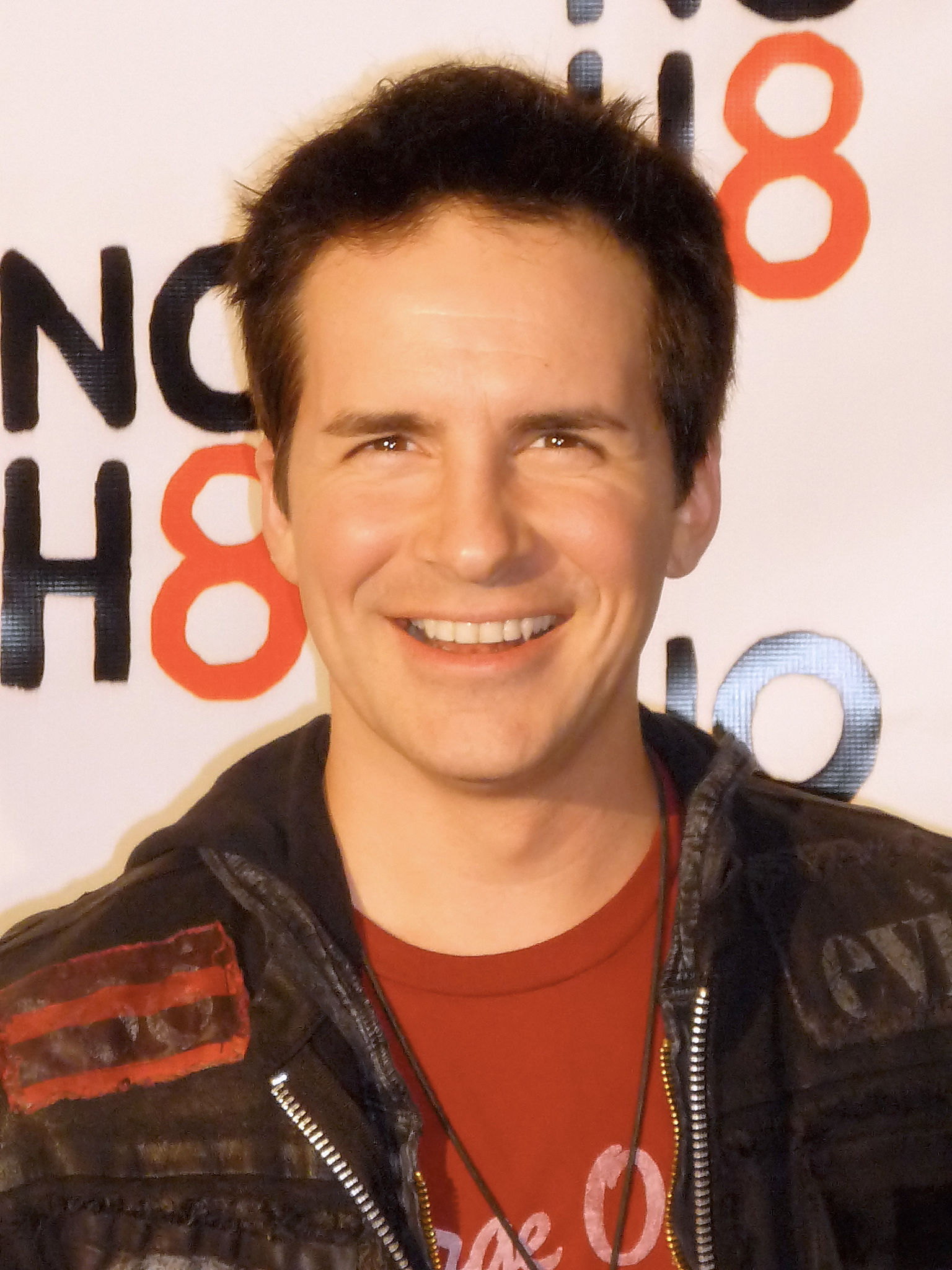
Hal Sparks (2009)

Hal Harry Magee Sparks III (* 25. September 1969 in Cincinnati, Ohio) ist ein US-amerikanischer Schauspieler, Komiker und Frontsänger der Band Zero 1. Er wurde 2000 als Michael Novotny in der Serie Queer as Folk bekannt. 

## Karriere
Kurz nachdem er 1987 in Chicago von der Chicago Sun-Times zum „lustigsten Jugendlichen in Chicago“ gekürt wurde, trat er der Second City Comedy Troupe bei. In den späten 80er Jahren zog er nach Los Angeles. Sein Fernsehdebüt hatte er 1987 im Film Frog. Kleine Nebenrollen bekam Sparks schon nach seinem Highschool-Abschluss in den Fernsehserien Superman – Die Abenteuer von Lois & Clark und Dr. Quinn – Ärztin aus Leidenschaft. Die ersten Filmrollen hatte er in den Filmen Zombie Town, Invader – Besuch aus dem All und Get The Dog – Verrückt nach Liebe.
Von 1999 bis 2000 moderierte Sparks die Talkshow Talk Soup auf E!Television. Von 2000 bis 2005 spielte er die Rolle des Michael Novotny in der Serie Queer as Folk. In den Drehpausen hatte er Auftritte in Ey Mann, wo is’ mein Auto?, Dr. Dolittle 2, Bleacher Bumps, Dickie Roberts: Kinderstar und Lightning Bug. Nach Ende der Dreharbeiten zu Queer as Folk gründete Sparks mit seinem Cousin Meilen Loretta die Indie-Band Zero 1, die Ende des Jahres 2006 ihr erstes Album Indian Summer veröffentlichte. Sparks tritt auch immer wieder in Stand-up-Comedy-Programmen auf. Von 2012 bis 2016 spielte er in der Serie S3 – Stark, schnell, schlau und seit 2016 in der Serie S3 – Gemeinsam stärker die Rolle des Donald Davenport.

## Privatleben
Sparks trainiert seit seinem achten Lebensjahr Kampfkunst und besitzt Gürtel in Karate, Tae Kwon Do und verschiedenen Formen von Kung Fu. Er lebt in Chinatown in Los Angeles. 2011 wurde er Vater eines Sohnes.

## Filmografie (Auswahl)
- 1987: Frog (Fernsehfilm)
- 1991: Zombie Town (Chopper Chicks in Zombietown)
- 1994: Superman – Die Abenteuer von Lois & Clark (Lois & Clark: The New Adventures of Superman, Fernsehserie, Folgen 1x13–1x14)
- 1995: Dr. Quinn – Ärztin aus Leidenschaft (Dr. Quinn, Medicine Woman, Fernsehserie, Folge 3x14)
- 1995–1996: Night Stand (Fernsehserie, 2 Folgen)
- 1996: Invader – Besuch aus dem All (Invader, Stimme)
- 1999: Get The Dog – Verrückt nach Liebe (Lost & Found)
- 2000: Martial Law – Der Karate-Cop (Martial Law, Fernsehserie, Folge 2x13)
- 2000: Ey Mann, wo is’ mein Auto? (Dude, Where’s My Car?)
- 2000–2005: Queer as Folk (Fernsehserie, 83 Folgen)
- 2001: Wettfieber (Bleacher Bums, Fernsehfilm)
- 2002: One on One (Fernsehserie, Folgen 2x02–2x03)
- 2003: Frasier (Fernsehserie, Folge 10x11)
- 2003: Dickie Roberts: Kinderstar (Dickie Roberts: Former Child Star)
- 2004: Lightning Bug
- 2004: Spider-Man 2
- 2005: CSI: Vegas (CSI: Crime Scene Investigation, Fernsehserie, Folge 6x09)
- 2006: Las Vegas (Fernsehserie, Folge 3x19)
- 2007–2008: Tak & the Power of Juju (Fernsehserie, 16 Folgen, Stimme)
- 2008: Dead Space: Downfall (Stimme von Ramirez)
- 2009: The House That Jack Built
- 2012–2016: S3 – Stark, schnell, schlau (Lab Rats, Fernsehserie, 98 Folgen)
- 2014: Breaking Fat (Miniserie, 3 Folgen)
- 2015: The A-List
- 2016: S3 – Gemeinsam stärker (Lab Rats: Elite Force, Fernsehserie, Folgen 1x01–1x02)
- 2016: Fuller House (Fernsehserie, Folge 2x11)
- 2018: Bachelor Lions
- 2018: Year 3000
- 2018: Grey’s Anatomy (Fernsehserie, Folge 14x18)
- 2018: Schlimmer geht’s immer mit Milo Murphy (Milo Murphy’s Law, Fernsehserie, Folge 2x08, Stimme von Chaffe)

## Videospiele
- 2007: SpongeBob und seine Freunde: Angriff der Spielzeugroboter (Nicktoons: Attack of the Toybots, Stimme von Tak)
- 2008: SpongeBob SquarePants featuring Nicktoons: Globs of Doom (Stimme von Tak)
- 2008: Tak and the Guardians of Gross (Stimme von Tak)